# Sarrant
Sarrant är en kommun i departementet Gers i regionen Occitanien i sydvästra Frankrike. Kommunen ligger i kantonen Mauvezin som tillhör arrondissementet Condom. År 2022 hade Sarrant 361 invånare.

## Befolkningsutveckling
Antalet invånare i kommunen Sarrant
Referens:INSEE